# Mladovo
Mladovo (Bulgaars: Младово) is een dorp in Bulgarije. Het is gelegen in de gemeente Sliven, oblast  Sliven. Het dorp ligt 19 km ten zuidwesten van de provinciehoofdstad Sliven en 236 km ten oosten van Sofia.

## Bevolking
In de eerste volkstelling van 1934 registreerde het dorp 1.238 inwoners. Dit aantal groeide tot een hoogtepunt van 1.327 personen in 1946. Op 31 december 2019 telde het dorp 778 inwoners.
Van de 600 inwoners reageerden er 440 op de optionele volkstelling van 2011. Van deze 440 respondenten identificeerden 395 personen zichzelf als Bulgaren (89,8%), gevolgd door 45 etnische Roma (10,2%).
Van de 600 inwoners in februari 2011 werden geteld, waren er 87 jonger dan 15 jaar oud (14,5%), gevolgd door 329 personen tussen de 15-64 jaar oud (54,8%) en 184 personen van 65 jaar of ouder (30,5%).